# Alkad
Alkad (hiszp. alcalde z arab. الْقَائِد al-kadi 'sędzia') – osoba stojąca na czele władz miejskich w Hiszpanii (przewodniczący zarządu miasta), odpowiednik burmistrza lub prezydenta miasta. Funkcja i kompetencje Alkada mogą różnić się w zależności od kraju i szczebla administracyjnego. Termin ten jest powszechnie używany w Hiszpanii oraz w krajach Ameryki Łacińskiej.
Przykłady funkcji i kompetencji alkadów w Ameryce Łacińskiej:
- Meksyk: W Meksyku alcalde jest szefem administracji municipio (gminy)[2], która jest podstawową jednostką podziału terytorialnego. Alkad[3] odpowiada za zarządzanie budżetem gminy, świadczenie usług publicznych (takich jak wywóz śmieci, utrzymanie dróg, oświetlenie uliczne), egzekwowanie lokalnych przepisów i reprezentowanie gminy na zewnątrz. Często jest wybierany w wyborach bezpośrednich.
- Kolumbia: W Kolumbii alcalde jest najwyższym organem administracyjnym na poziomie municipio[4]. Odpowiada za zarządzanie sprawami gminy, realizację planów rozwoju, utrzymanie porządku publicznego (we współpracy z policją) i promocję dobrobytu mieszkańców. Kolumbijscy alkadzi[5] również są wybierani w wyborach powszechnych na czteroletnią kadencję.
- Argentyna: W Argentynie odpowiednikiem alkada jest często intendente (intendent)[6]. Jest to osoba wybierana na czele municipio lub partido (w prowincji Buenos Aires). Intendente zarządza administracją lokalną, odpowiada za finanse, prace publiczne, zdrowie, edukację i inne usługi komunalne.
- Chile: W Chile alcalde stoi na czele municipalidad (gminy)[7]. Jest odpowiedzialny za administrację lokalną, planowanie rozwoju gminy, zarządzanie zasobami i świadczenie usług mieszkańcom. Alkadzi w Chile są wybierani na czteroletnią kadencję.
- Peru: W Peru alcalde jest najwyższym przedstawicielem i szefem rządu lokalnego na poziomie distrito (dystryktu) lub provincia[8] (prowincji). Odpowiada za realizację polityki lokalnej, zarządzanie budżetem, egzekwowanie prawa i dbanie o interesy społeczności.